# Karl Nielsen (Pfarrer)

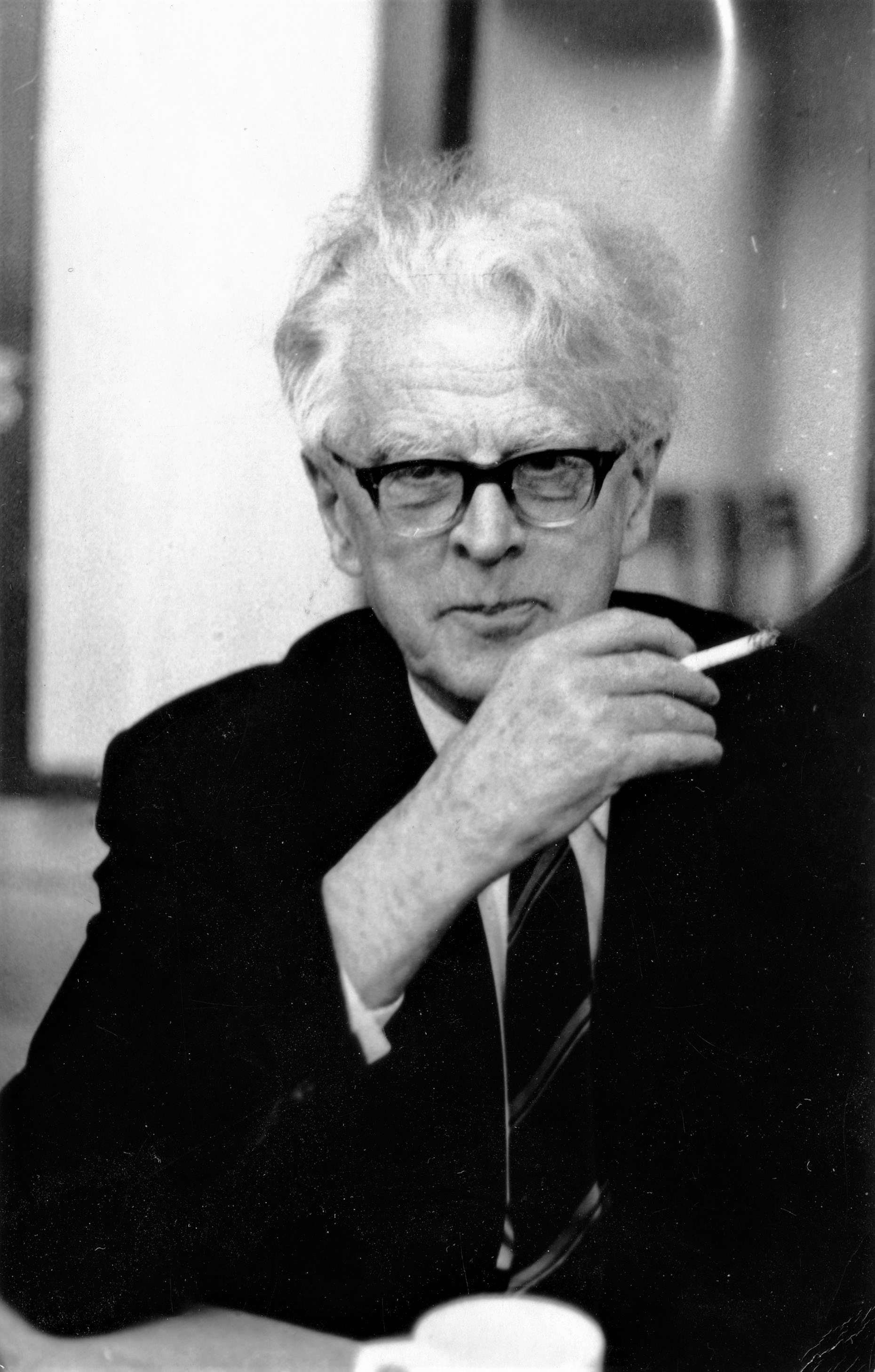
Pastor Karl Nielsen (1967)

Karl Nielsen (* 16. April 1895 in Jelstrup (Kirchspiel in der heutigen Vesthimmerlands Kommune in Nordjütland) bei Aars; † 8. März 1979 in Århus) war ein dänischer Pfarrer, Schriftsteller, Dramatiker, Debattenredner, Herausgeber von Büchern und Zeitschriften, Lehrer und ab 1950 Leiter des Jugend-Europahauses in Hamburg-Horn.

## Herkunft

### Familie

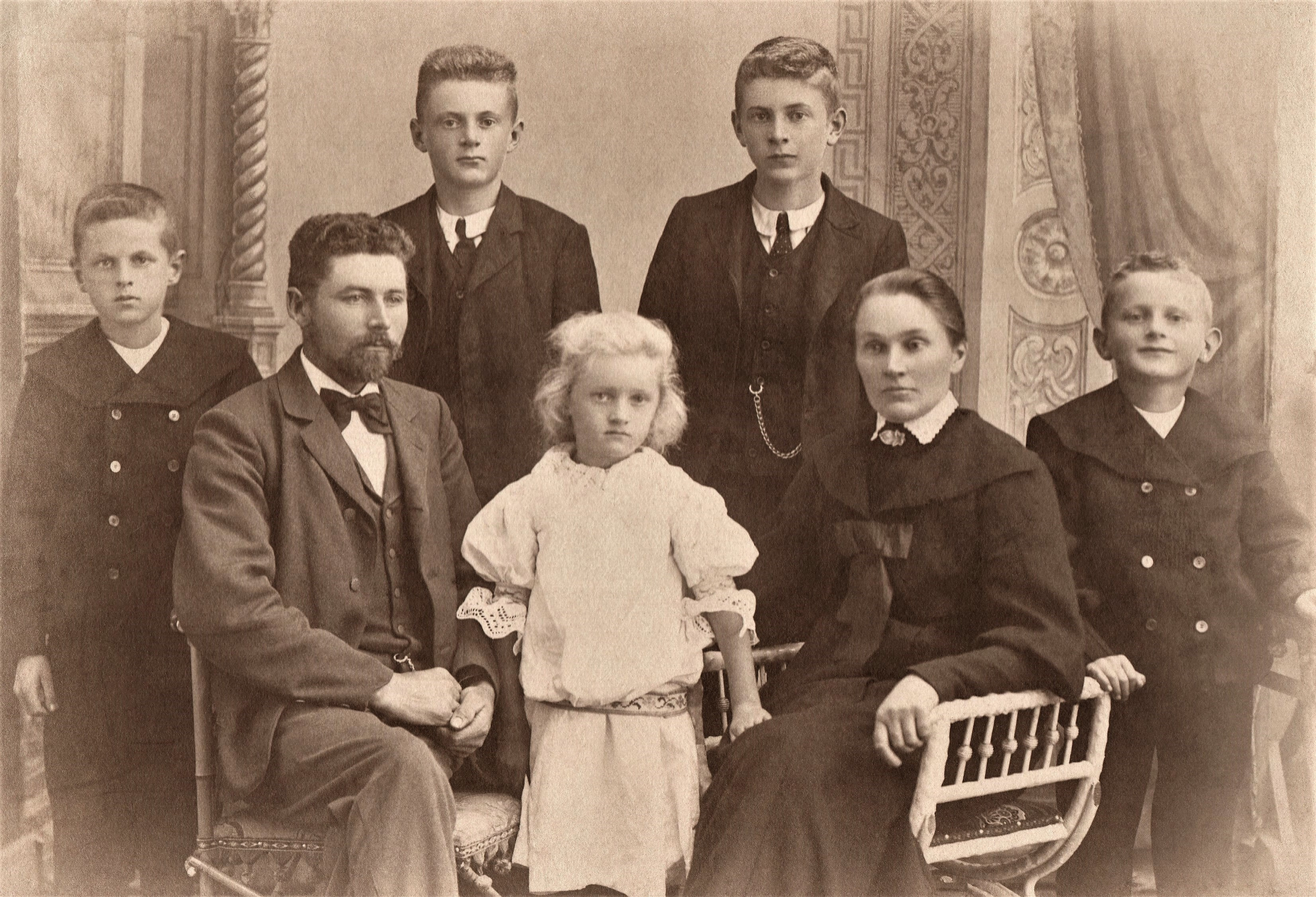
Familie Niels Nielsen aus Jelstrup (1906)

Karl Nielsen wurde als drittes von sechs Kindern der Eheleute Niels Kristian Nielsen (1867–1956) und Else Marie Jensen (1864–1940) geboren. Seine Eltern waren seit 1890 verheiratet und bewirtschafteten den eigenen Hof Vestmark in Jelstrup in Nordjütland. Sie waren wirtschaftlich unabhängig. Sein Vater gründete 1898 die Freie Schule Havbro, die mit vier Schülern im Mansardenzimmer des Wohnhauses begann und bis heute, allerdings in neuen Gebäuden, existiert. In seinem Elternhaus wurde gelesen, diskutiert und der Ehrgeiz der Kinder geweckt. Sie wurden ermutigt, ihren eigenen Weg zu wählen, der für alle weg von der Landwirtschaft und hin zu Literatur und Kunst führte. Alle seine Geschwister wurden – wie im weiteren Sinne auch er – mehr oder weniger Künstler. Der älteste, Jens (1891–1978), wurde Maler in der Tradition von Emil Nolde. Der zweite Bruder, Frode (1892–1984), der zunächst von 1918 mit der bis heute in Dänemark sehr populären Malerin Kirsten Kjær (1893–1985) verheiratet war, wurde ebenfalls Maler und wurde vor allem in den USA, wo er eine Kunstmaler-Schule gründete, unter dem Namen Frode Nielsen Dann bekannt. Der jüngste Sohn, Valdemar (1897–1986), wurde nach einer Zeit der Selbstfindung in Kanada auf dem elterlichen Hof in Jelstrup Landwirt wie sein Vater und schrieb nebenher Bücher. Die ältere Schwester, Marie (1900–1992), die seit 1926 mit dem Maler Albert Elmstedt (1895–1976) verheiratet war und sich nach ihrem Geburtsort Marie Nielsen Jelstrup nannte, wurde Schriftstellerin. Die jüngere Schwester Dagny (1909–1990), die 1935 den Zeichner Jørgen Schou (1896–1940) heiratete, wurde Malerin – bekannt unter dem Namen Mette Schou –, die Naturbilder, Landschaften sowie Porträts malte.

### Kindheit, Jugend und Ausbildung
Karl Nielsen wurde gemeinsam mit seinen Geschwistern zu Hause unterrichtet (in Dänemark gibt es keine Schulpflicht, wohl aber eine Unterrichtspflicht). Im Grundschullernen der Kinder in Himmerland (und nicht nur da) spielte im 19. Jahrhundert die dänische Mythologie eine große Rolle, was bei den naturverbundenen und abgeschieden lebenden Menschen auf fruchtbaren Boden fiel, auf dem sich auch die grundtvigsche Theologie erfolgreich entwickeln konnte. Die grundtvigsche Hochschulbewegung spielte in der Familie und ihrer Umgebung eine wichtige Rolle. Karl Nielsen studierte nach dem Abitur und einem Aufenthalt in Liselund von 1916 bis 1921 in Døckers Kurs (einer Studieneinrichtung in (Kopenhagen-)Frederiksberg, die stark von Lehre und Ideen des dänischen Kirchenreformers Grundtvig geprägt war) Theologie und besonders auch Grundtvigs Lehre und Schriften zum Verhältnis von Mensch und Glauben in der Volkskirche. Er entwickelte die Einstellung, dass der Mensch im Mittelpunkt der Glaubensarbeit in den Gemeinden zu stehen habe („Erst ist der Mensch Mensch – dann Christ“), dass die seelsorgerische Arbeit in der Gemeinde vor den kirchlichen Ritualen und der kirchlichen Tradition zu stehen habe und frei sein müsse von kirchlich-hierarchischer Leitung oder gar Bevormundung. Und Karl Nielsen handelte nach dieser Überzeugung!

## Arbeitsleben

### Pfarrer in den USA

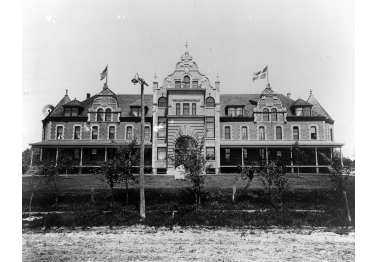
Grand View College, Des Moines, Iowa ca. 1900

Am 6. Mai 1921 heiratete Nielsen in Vrå in Nordjütland seine erste Ehefrau Cathrine Hansen. Mit ihr reiste er im Herbst 1921 in die USA, um seine Ausbildung zum Pfarrer in Des Moines (Iowa) am dortigen dänisch-amerikanischen Predigerseminar Grand View College zu vervollständigen, wohin ihn die „Kommission für ein Pastorat in der Dänischen Kirche“ entsandt hatte.

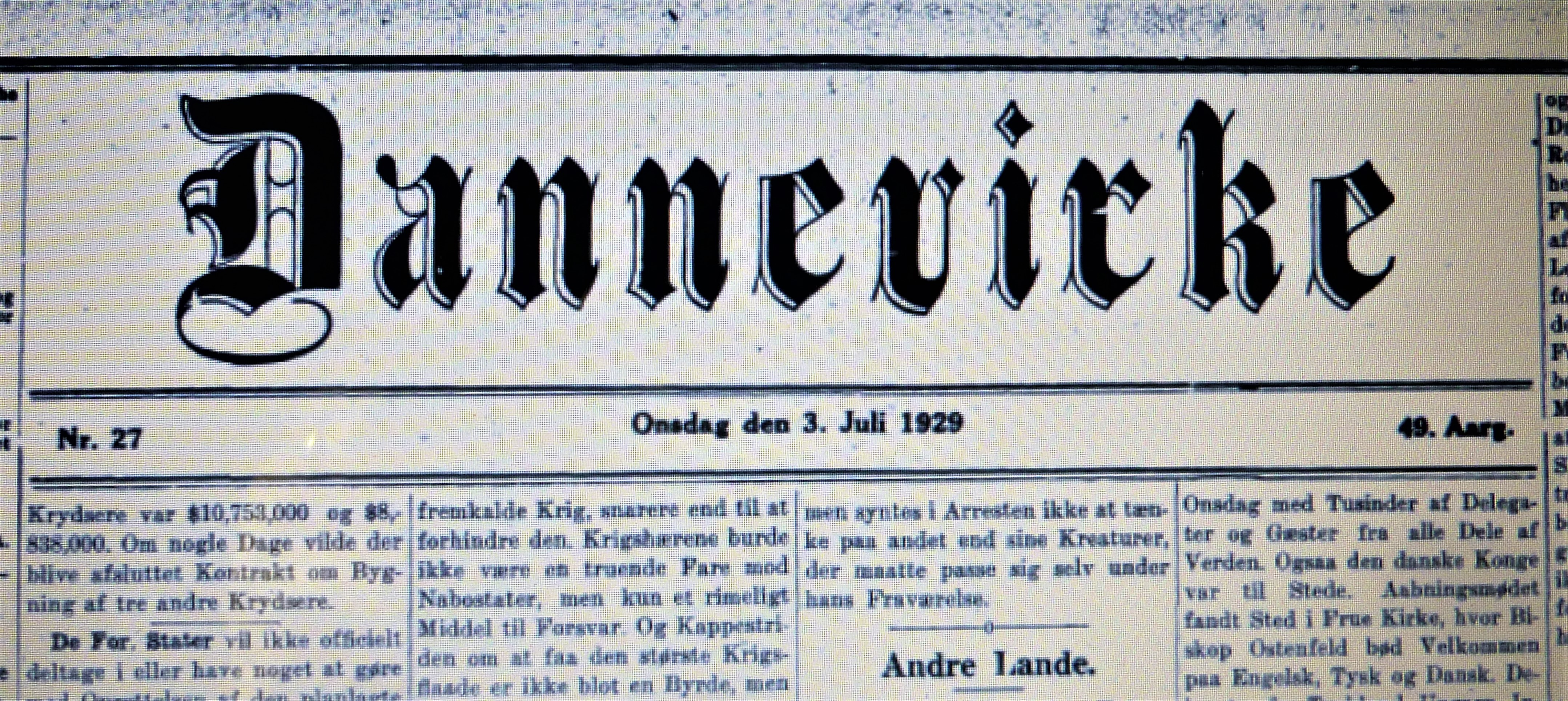
Dannevirke vom 3. Juli 1929 Seite 1

Am Schluss der Ausbildung 1922 machte er allerdings kein theologisches Examen und verweigerte die Ordination. Dies verursachte einen Skandal, der von der amerikanisch-dänischen Wochenzeitung Dannevirke breit aufgegriffen wurde.
Unterstützt und gefördert wurde er vom damaligen Leiter des Grand View College, Pastor Carl P. Højbjerg. Jeweils mit einem Ruf versehen arbeitete er ab 1922 zusammen mit seiner Frau im Siedlungsgebiet dänischer Auswanderer (westlich des Michigansees gelegen, genannt West Denmark) in mehreren Wahlkirchengemeinden als Pfarrer. Erst nach einem in der Folge des Skandals geänderten Weiheritual wurde Nielsen 1923 als Pfarrer ordiniert. Seine Beiträge und Artikel in Dannevirke, die auch in Dänemark stark beachtet wurden, fanden in der dänisch-amerikanischen Öffentlichkeit eine große Resonanz. In den rund fünf Jahren seines Aufenthalts veröffentlichte er in dieser Wochenzeitung mehr als 20 Artikel und Beiträge sowie eine Vielzahl von Leserbriefen. 1925 publizierte er das Buch Kirkeliv eller Menighedsliv (Kirchenleben oder Gemeindeleben), eine theologische Streitschrift, die sowohl in Dänemark als auch in den dänischen Gemeinden in den USA Aufsehen erregte und die in Dänemark bis in die 1940er Jahre immer wieder zitiert wurde.

### Beruflicher Werdegang in Dänemark
Der dänische Theologe und Hochschullehrer Holger Begtrup lernte 1924 Karl Nielsen auf einer Vortragsreise in den Vereinigten Staaten kennen. Er bot ihm eine Stelle als Lehrer an der von ihm 1895 gegründeten und geleiteten Frederiksborg  Heimvolkshochschule in Ullerød, westlich von Hillerød (Nord-Seeland) an. 1926 kehrte Nielsen nach Dänemark zurück und arbeitete bis 1928 an dieser Heimvolkshochschule als Lehrer, wollte aber auch eine kirchliche Tätigkeit ausüben. In Frederiksborg eröffnete sich aber keine Gelegenheit dafür, wohl aber wenig später im Norden von Seeland. Zugleich mischte er sich mit Verve in die theologischen Debatten ein. Bei seinen öffentlichen Auftritten richtete er heftige Angriffe gegen den religiösen Idealismus, den er vor allem im grundtvigschen Lager erkannt hatte. Er opponierte lautstark gegen die seiner Meinung nach verkrusteten Strukturen der Kirche und der Hochschulen, ohne aber Wesentliches verändern zu können. Sein späterer Nachfolger in Ågård, Richard Andersen, beschreibt Nielsens erste Phase nach seiner Rückkehr so:

„Er kam nach Dänemark wie ein Sturm und fuhr fort, Unruhe zu stiften. Sein Forum waren zuerst das „Hochschulblatt“ und die Versammlungshäuser. Für eine kurze Zeit war er der meist gefragte Redner im Land. In einem großen amerikanischen Wagen fuhr er in amerikanischem Tempo von einem kommunalen Gemeindehaus zum anderen und richtete seine Angriffe gegen das träge, schläfrige autoritätshörige Gemeindeleben. Er kritisierte die Hochschule, die nur aus Routine funktioniere … Karl Nielsen erklärte alles für untauglich, was nicht von persönlichem Erleben getragen sei …“

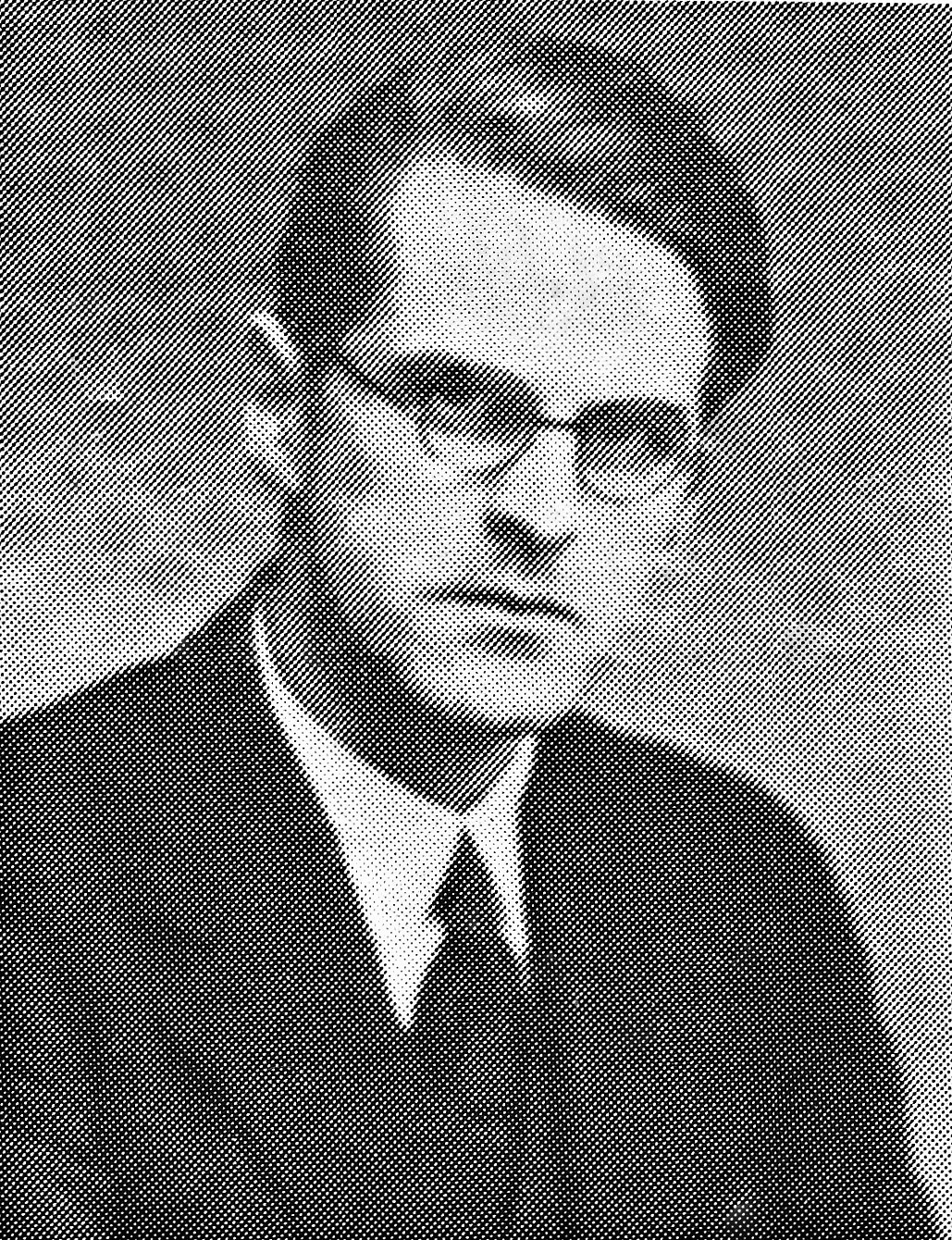
Karl Nielsen (1929)
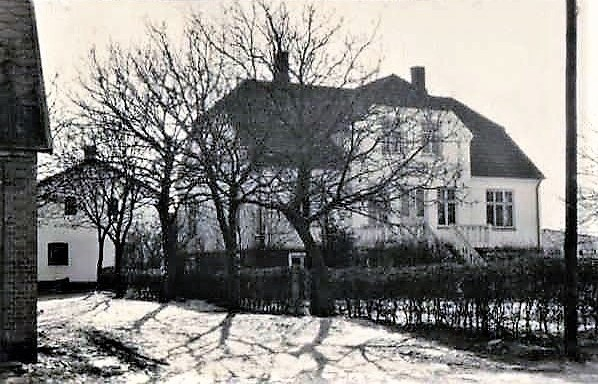
Karl Nielsens Hof Toftegård in Odsherred, Stenstrup (1929)
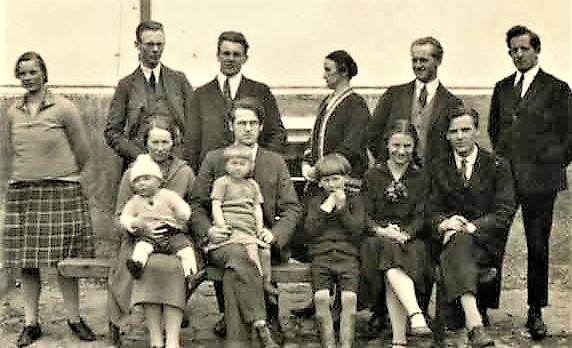
Karl Nielsen mit Familie, Freunden und Gemeindemitgliedern, Toftegård, Stenstrup, (1929)
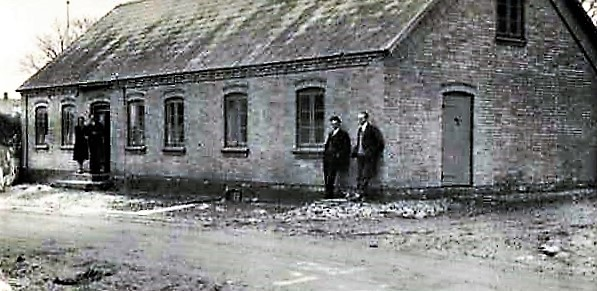
Die alte Freie Schule (Gamle Friskole) in Stenstrup (1927–1929)

1927 kaufte Nielsen in einer Wahlkirchengemeinde in Odsherred (Sjælland) den Hof „Toftegård“, 1928 wurde er in Odsherred Pfarrer und richtete auf diesem Hof und dem Gebäude der Freien Schule auch eine Schule für 15 bis 16 Schüler ein.

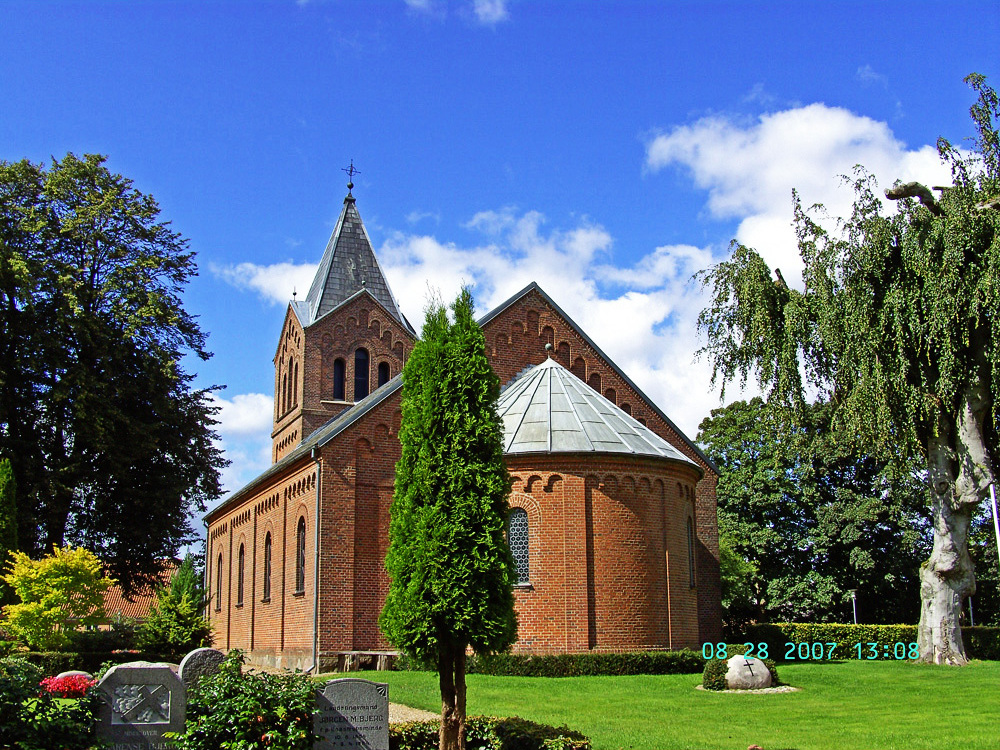
Ågård frimenighedskirke (Vejle)

Nachdem er einen Ruf nach Ågård (Vejle Kommune), (gelegen zwischen Kolding und Vejle in Nordschleswig/Süd-Jütland) erhalten hatte, um dort als Pfarrer Nachfolger des radikalen Grundtvigianers Valdemar Brücker in einer freikirchlichen Gemeinde zu werden, verkaufte er den Hof mit großem Grundstück, Viehbestand und Inventar für 66.000 dkr an den Vorbesitzer. Für 8.000 dkr veräußerte er auch die alte Freie Schule. Nielsens theologisches Credo in jener Zeit beschreibt Hans Henningsen in seinem Buch Knud Hansen so: „Gott ist zu jeder Zeit eine Freistatt für jeden, der das Leben sucht, auch für den, der sich abgewendet hat sowohl von der Kirche, vom Gottesdienst als auch von den Sakramenten.“
1930 teilte Nielsen seiner Gemeinde mit, dass er sich scheiden lassen wolle. Dies führte unter den Gemeindemitgliedern zu einer heftigen Auseinandersetzung über sein sittliches und moralisches Verhalten, in deren Folge sich die Gemeinde spaltete. Karl Nielsen gründete mit dem kleineren Teil die Neue Freikirche in Ågård und verließ seine bisherige Pfarrstelle. Da die neue Gemeinde das Kirchengebäude nicht mehr benutzen durfte, gab es eine mehrjährige Auseinandersetzung darüber. Nielsen nutzte für die Gemeindearbeit und die sakralen Handlungen und die Predigten sein Wohnzimmer in einem neuen Haus, das ihm seine Gemeinde gebaut hatte. In dem Wohnzimmer befand sich ein einfacher Altar über dem ein großes Gemälde hing mit einem Herbstmotiv und aufgehender Sonne, gemalt von Olivia Holm Møller, der späteren Künstlerfreundin und Reisebegleiterin seines Bruders Jens.

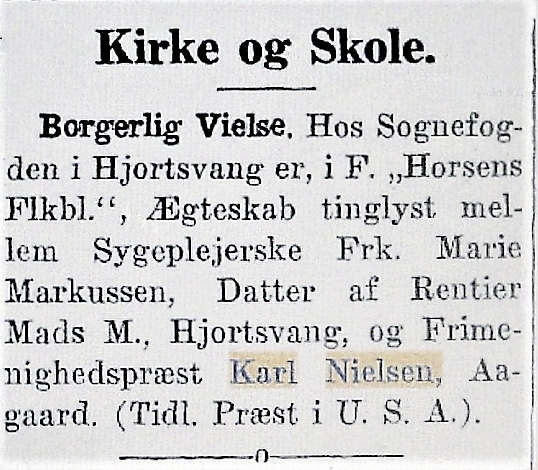
Heiratsanzeige zu Karl Nielsen und Marie Markussen in Dannevirke (1933)

Dieser Neuen Freikirche diente er von 1930 bis 1939 als Pastor. 1933 heiratete er in Hjortsvang (in der Nähe von Horsens und rund 35 Kilometer von Ågård entfernt) seine zweite Ehefrau, Marie Markussen.
Ab 1930 war Nielsen auch Herausgeber der Zeitschrift Tværvejen (Querweg). „Sie war eine zentrale Erscheinung in den theologischen und kirchlichen Debatten der 1920er und 1930er Jahre. Knud Hansen lieferte, besonders nach dem ersten Jahrgang, eine ganze Reihe von Artikeln an Karl Nielsen, damit Tvær-Vejen nicht eingehen sollte.“ 1931 erschien Nielsens Buch Anno 1931 – Virkelighed (Anno 1931 – Wirklichkeit), eine gesellschafts- und kirchenkritische Veröffentlichung über das Leben in Dänemark, die insbesondere gegen die grundtvigschen Gemeinden gerichtet war. Denen warf er vor, zu glauben, mitten im geistlichen Reichtum zu sitzen. Man müsse ganz weit hinunter auf den Grund der Wirklichkeit, wurde er zitiert und man müsse wieder lernen, solidarisch zu sein mit denen, die mit leeren Händen dastehen. Diese Grundhaltung hatte er sich seit seiner Zeit in Amerika bewahrt. Es war eine Haltung, die ihn 20 Jahre später zu praktischer solidarischer Arbeit nach Deutschland führen sollte.
1936 veröffentlichte er das Schauspiel Kentaur (Zentaur), dem am Königlichen Theater in Kopenhagen allerdings nur eine Aufführung vergönnt war, nachdem es beim Publikum durchgefallen war und die Kritik das Stück verrissen hatte.
1940 gab Nielsen seinen Beruf als Pfarrer auf und zog mit seiner Frau und ihrem gemeinsamen Sohn nach Birkerød bei Kopenhagen um. Er arbeitete als Schriftsteller und reiste weiter als (bezahlter) Debattenredner durchs Land. Im gleichen Jahr veröffentlichte er Dansk at være (Dänisch sein), eine exemplarische Studie über Menschen in der Zeit der deutschen Besetzung und damit auch zur dänischen Identität. In der Besatzungszeit war er außerdem Mitarbeiter und zeitweilig auch Redakteur des dänischen Rundfunks. Seine Mitarbeit fand große Beachtung. Kritisiert und in ihrer Absicht bewusst missverstanden wurden seine „kulturellen Gespräche“ mit dem nationalsozialistischen Geistes- und Religionsgeschichtler Viktor Waschnitius (1887–1979), der während der deutschen Besatzung dem dänischen Rundfunk als Redakteur und Zensor aufgezwungen worden war. Ebenfalls 1940 erschien Nielsens Buch Tragedie og Tro (Tragödie und Glauben).
Seit seiner Rückkehr aus den USA verfasste Nielsen unregelmäßig Beiträge zu gesellschaftspolitischen und kirchlichen Themen für die Zeitungen Politiken und Berlingske Tidende. Wegen seiner kritischen Artikel wurde er 1943 durch die Nazi-Besatzungsmacht zeitweilig verhaftet. 1942 wurde sein Schauspiel Kristian den Anden (Christian der Zweite) uraufgeführt. Um 1945 arbeitete er auch als Redakteur bei Berlingske Tidende und veröffentlichte in diesem Jahr das Theaterstück Cæsar og Jesus (Cäsar und Jesus). 1946 schrieb er das Libretto zu Rejsekameraten (Der Reisekamerad) nach einem Märchen von Hans Christian Andersen. Über eine Aufführung dieses Stücks ist nichts bekannt. Als Debattenredner zur Problematik der nationalen Identität in dieser Zeit, in den Auseinandersetzungen um den Tidehverv-Kreis, dem er zusammen mit seinem Freund Knud Hansen nahestand, dem beide aber nie angehörten. Und in den christlich-humanistischen Diskussionsforen galt er zwar als Anhänger des Philosophen Karl Barth. Mehr noch aber war er als „freier Geist“, als „religiöser Expressionist“ (C. I. Scharling, ehemaliger Bischof von Ribe) weithin anerkannt und geschätzt. Zu Nielsens theologischer Haltung erzählte später der ehemalige Bischof von Århus, Kjeld Holm:

„Mitten in den 1960ern hörte ich ihn einmal einen Vortrag halten vor einer kleinen Schar von Zuhörern an der Universität von Århus. Das war spannend, weil seine Erfahrungen aus der ersten Nachkriegszeit etwas waren, das er nicht mit vielen teilte. Er erzählte von einer nächtlichen Wandertour mit einem Flüchtling, der Pastor in Ostdeutschland gewesen war, der meinte, dass die Flucht nach Westen nicht zu irgendeiner Form von Freiheit oder Glück für ihn selbst geführt hätte. Er war verbittert, auch über die Westmächte, die die Deutschen und alles was deutsch war, demütigten. 'Sie moralisieren und halten die ganze Zeit Gericht über uns', sagte der deutsche Pastor. 'Ist das Christentum?', fragte er. 'Oh nein', antwortete Karl Nielsen, 'aber es ist schlichtweg auch kein Christentum, wenn man es nicht wagt, Gericht über sich selber zu halten. Das sind die, die immer vorweg gehen sollten, wenn sie über andere richten wollen!' Ich habe Karl Nielsens bescheidene Replik nie vergessen. Das ist etwas Wichtigeres als das tägliche oberflächliche Gerede. Und das ist als notwendige Voraussetzung einzubeziehen in das Gespräch über das Christentum, dessen Proklamationscharakter und selbstzufriedene Eigencharakteristik sonst zu seinem alleinigen Ausdruck werden …“

1948 wurde Nielsens Roman Og Floderne kom (Und die Fluten kamen) veröffentlicht. Das Buch reflektiert die Jahre von 1940 bis 1945 und die Besetzung Dänemarks durch Nazi-Deutschland und beschäftigt sich mit dem Problem der Denunziation in der Besatzungszeit.

### Leiter des Jugend-Europahauses in Hamburg-Horn
Zwischen 1945 und 1950 besuchte Nielsen mehrmals Deutschland, darunter auch Hamburg, und lernte die schweren Zerstörungen und das Leid der Menschen in der ersten Nachkriegszeit kennen. Er suchte nach Möglichkeiten einer konkreten Hilfe für die notleidende deutsche Bevölkerung und in den öffentlichen Debatten in Dänemark befürwortete er daher nachdrücklich eine offene Zusammenarbeit mit Deutschland.
Nielsen engagierte sich ab 1946 in einer der dänischen Hilfsorganisationen Fredsvenners Hjælpearbejde („Hilfsorganisation der Friedensfreunde“), die sich seit 1945 zusammen mit Freiwilligen konkreten Aufbau- und Beköstigungsprojekten im vom Krieg zerstörten Europa widmete. So auch im Zweiten Weltkrieg in Norwegen bei der Unterstützung der dortigen norwegischen „Friedensfreunde“. In dieser dänischen Organisation arbeitete er daran mit, den Übergang von „Hilfe“ zu „Kooperation“ zu gestalten. Als Nachfolgegesellschaft der „Friedensfreunde“ wurde in Kopenhagen Mellemfolkeligt Samvirke („Zusammenarbeit zwischen den Völkern“) gegründet. 1948 wurde er dort Mitarbeiter und Redakteur. Er förderte deren Umbau, baute deren Zeitschrift Kontakt (erschienen 1948–2005) auf und hielt Vorträge über die Arbeit dieser neuen Organisation.
Als die Arbeit der dänischen „Friedensfreunde“ in Norwegen vorbei war, wollten sich die norwegischen Hilfsdienste (Fredvenners Hjelpetjeneste) in Oslo für die Hilfe bedanken und boten ein Holzhaus an, das in Europa nach den Wünschen der Dänen für Hilfszwecke aufgestellt werden sollte. Nach einem längeren Sondierungsprozess, an dem Karl Nielsen auf dänischer Seite und Heinrich Carstens, der Vorsitzende von International Voluntary Service (IVS) in Deutschland beteiligt waren, wurde ein Standort für das Haus in Hamburg gefunden.
Mellemfolkeligt Samvirke organisierte den Transport des Holzhauses per Schiff nach Hamburg. Das Haus wurde im Hamburger Blohms Park im Stadtteil Horn auf den Fundamenten der nach einem Vorbesitzer benannten Blohmschen Villa errichtet. Die Villa war 1943 bei einem Bombenangriff zerstört worden. Über ihren freigelegten Kellerräumen wurde das norwegische Holzhaus Ende 1950 von Freiwilligen zügig aufgebaut und zudem noch ein Anbau angefügt. Damit war das Jugend-Europahaus (JEH) geboren, das seine Arbeit im Frühjahr 1951 aufnehmen konnte. Seine Mitarbeiter machten es in der ersten Hälfte der 50er Jahre nach den Vorstellungen von Mellemfolkeligt Samvirke und der Stadt Hamburg, die das Projekt ideell und finanziell unterstützte, zu einer kulturellen „Friedens- und Versöhnungsstätte“. Sie hatte zum Ziel, die Zusammenarbeit zwischen den Völkern, insbesondere zwischen Dänemark und Deutschland zu fördern. Und sie sollte den Europagedanken unter der europäischen Jugend verbreiten. Karl Nielsen wurde mit der Leitung dieses Hauses betraut. Die Leitung hatte er bis Ende 1967 inne.

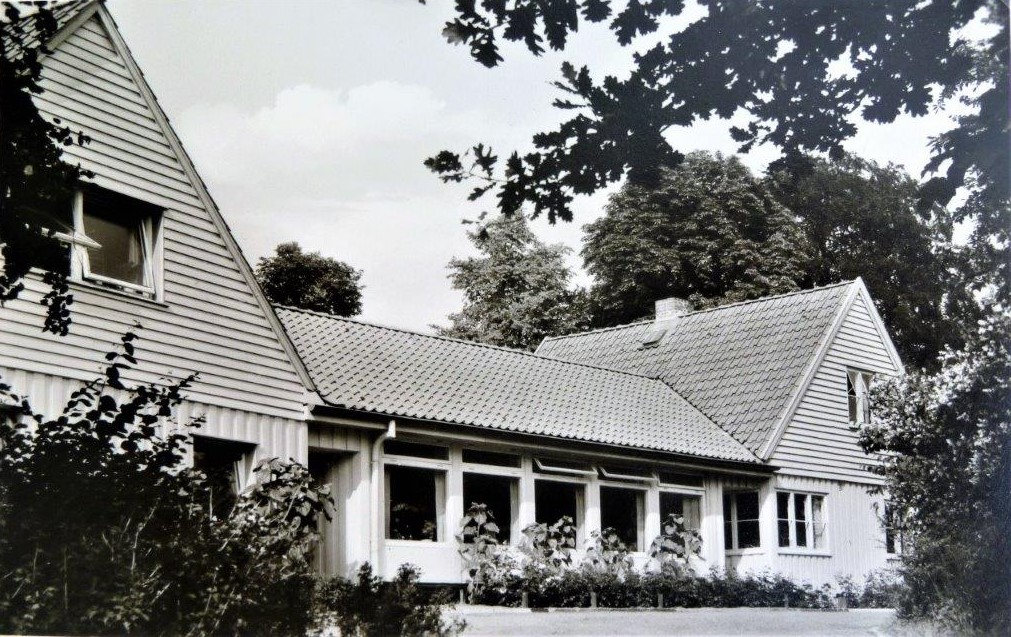
Jugend-Europahaus Hamburg (1967)

Mit Hilfe von Rudolf Sieverts gründete Nielsen im Juli 1950 einen Trägerverein. Dessen Erster Vorsitzender wurde Rudolf Sieverts, Zweite Vorsitzende wurde die Erziehungsdirektorin Margarethe Cornils. Erster Schatzmeister wurde der Steuerberater Heinrich Carstens vom IVS, der aber bereits 1955 starb. Karl Nielsen heiratete am 6. Dezember 1957 Carstens Witwe Phyllis, geb. Salbach, nachdem er sich 1955 von seiner zweiten Ehefrau Marie Markussen hatte scheiden lassen. Die Ehe mit Phyllis wurde 1967 geschieden.
Der Vorstand berief ein Kuratorium, das aus drei Deutschen, drei Dänen sowie einem Vertreter eines anderen europäischen Landes bestand. Das Kuratorium wählte Walther Merck zu seinem Vorsitzenden.
Karl Nielsen organisierte ein kleines Team von Pädagogen unter der Leitung von Inge Iwan und vielen, wechselnden Helfern und freien Mitarbeitern. Diesem Team gelang es, durch erfolgreiche Arbeit vielen entwurzelten Jugendlichen im kriegszerstörten Hamburg einen Zufluchtsort und ein neues Stück Heimat zu geben. Grundprinzip der Arbeit war, die Kinder und Jugendlichen mit ihren Wünschen und Interessen ernst zu nehmen, ihnen die Chance zu geben, diese Interessen zu verwirklichen und ihnen Teilhabe an der Gestaltung der Innenräume des Hauses sowie des Freizeitprogramms zu ermöglichen.

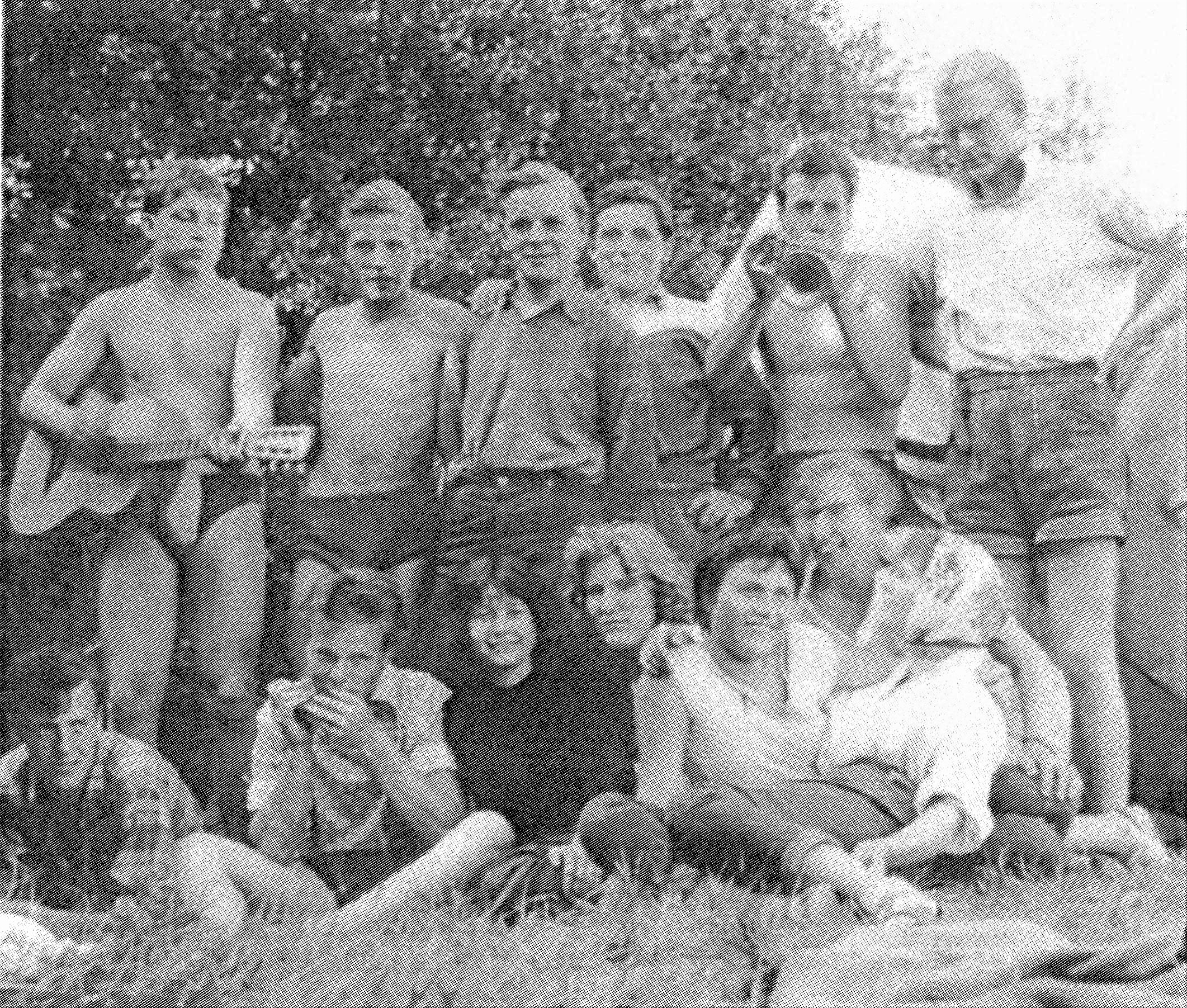
Sommer-Freizeit in Dänemark (1954) mit Karl Nielsen (rechts stehend)

Durch ständig wachsende Besucher- und Teilnehmerzahlen war der Raumbedarf so groß geworden, dass das Haus 1958 baulich erweitert werden musste. Bei der Einweihungsfeier 1959 bezeichnete der Leitende Regierungsdirektor der Jugendbehörde Hamburg, Raloff, das Jugend-Europahaus als „ein Juwel unter den Jugendhäusern“ der Stadt.
Zahlreiche Tagungen zu bilateral deutsch-dänischen Themen mit dem Ziel, gegenseitiges Verständnis zu fördern, zu politischen und geschichtlichen, zu philosophischen, theologischen, sozialen, medizinischen und gesundheitspolitischen Fragen brachten Deutsche aus der Kriegsgeneration und junge deutsche Heranwachsende mit Dänen, Schweden und Westeuropäern zusammen und in einen lehrreichen und lebendigen Meinungsaustausch. Die Wahl der Themen war abhängig von den Referenten, die Karl Nielsen gewinnen konnte. Sie wirkte von außen und im Nachhinein gesehen eher willkürlich oder zufällig und „scheint nicht immer dem erklärten Zweck des Hauses entsprochen zu haben“. Die Tagungen waren sehr beliebt.
Karl Nielsen beeindruckte seine Zuhörer mit fließendem Deutsch, das er während seines Studiums der Theologie bereits kurz nach dem Ersten Weltkrieg begonnen hatte zu lernen. Deutschkenntnisse waren damals eine wichtige Voraussetzung für das Studium, weil ein Großteil der Originalliteratur der evangelischen Theologie auf Deutsch verfasst war und nur auf Deutsch gelesen werden konnte. Er sprach Deutsch mit einer hellen Stimmlage und leicht dänischer Intonation, was ihm bei seinen deutschen Zuhörern Sympathien einbrachte. Nielsen erzählte selbst, dass er nie im Stande gewesen sei, Deutsch fehlerfrei zu schreiben. Er sagte gerne spöttisch, dass er seine eigene Grammatik benutze, wenn er Deutsch schreiben sollte. Wichtigere Korrespondenzen ließ er immer von Inge Iwan korrigieren.

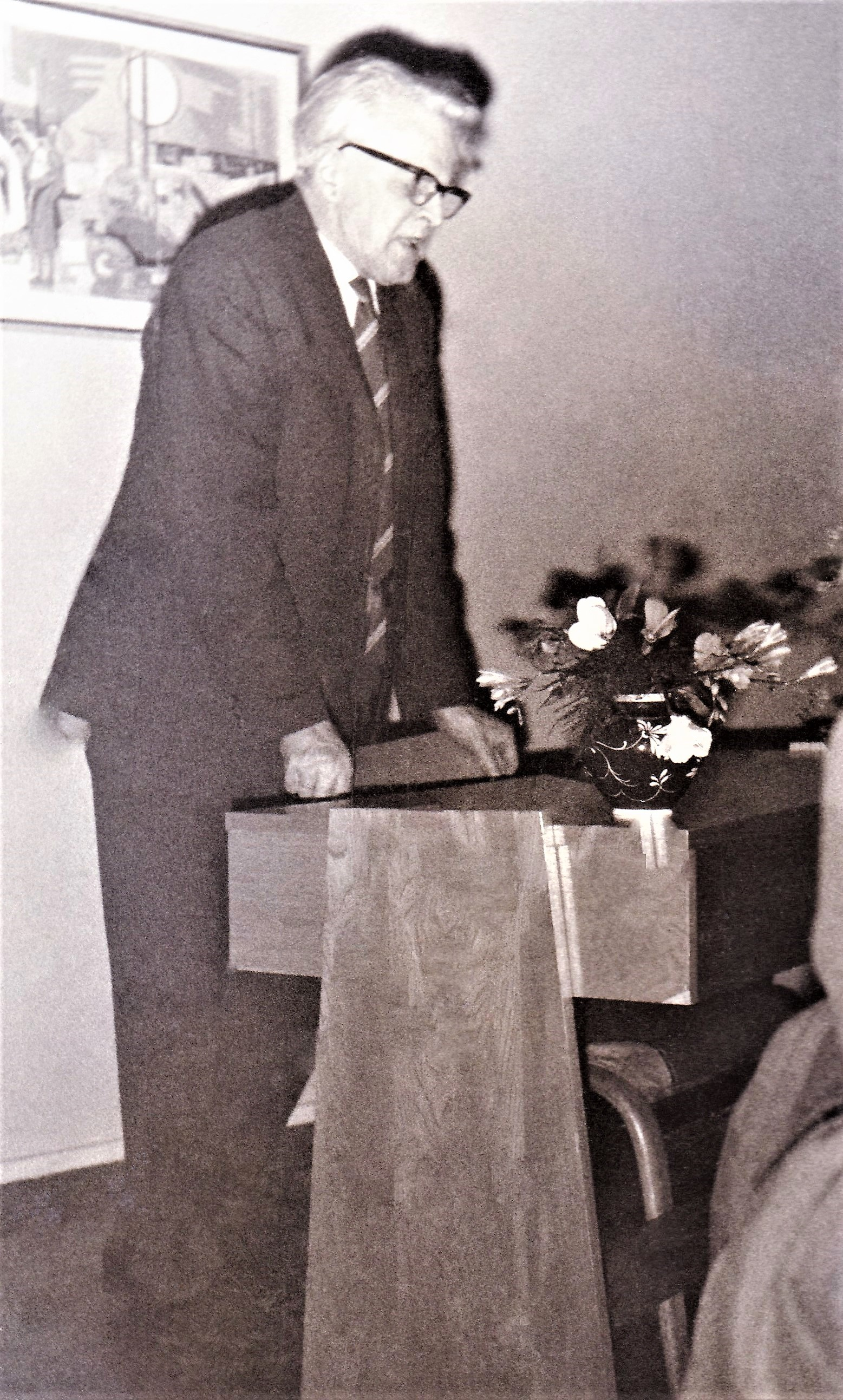
Karl Nielsens letzte Tagung im Jugend-Europahaus (1967)

Nielsens methodisch-didaktisches Prinzip war das Lehrgespräch nach dem pädagogischen Konzept Grundtvigs und Kolds. „Das Gespräch spielte eine wichtige Rolle bei den Begegnungen und Karl Nielsen war gut darin, einen konstruktiven Gedankenaustausch in Gang zu bringen.“ Seiner politisch-pädagogischen Intention lag die Erkenntnis zugrunde, dass es eine wichtige Grundlage, ja, geradezu Voraussetzung für ein eigenverantwortliches Handeln ist, den anderen verstehen zu wollen und auch tatsächlich in dessen kulturellem und geschichtlichem Umfeld zu verstehen, insbesondere dann, wenn der andere anders denkt und handelt als man selbst. Das gelte besonders in der Politik. So sollte ein selbst-reflektierender Denkprozess angestoßen werden. In den Jahren der Nazidiktatur in Deutschland – das wusste Nielsen – wurde das Nicht-Verstehenwollen und das Nicht-Akzeptieren als Untat behandelt. Wer nicht verstehen im Sinne von akzeptieren und zustimmen wollte, lief Gefahr, verfolgt zu werden. In der jungen Demokratie der frühen 50er Jahre lösten sich die politischen Denkblockaden nur langsam und nicht wenige Besucher des Jugend-Europahauses wussten nicht oder nicht mehr, von welchen geistigen Grundhaltungen sie getragen ist und wie sie funktionieren kann. Die Tagungen boten jedes Mal die Gelegenheit, im Diskurs über das jeweils angebotene Thema demokratisches Verhalten im weiteren Sinne zu üben und eine neue „Gesprächs- und Diskussionskultur“ (Inge Iwan) zu pflegen. Nur auf einer solchen Denkgrundlage, das war Nielsen bewusst, würde es möglich sein, aus historisch verfeindeten und sich ablehnenden Völkern partnerschaftlich handelnde und zukünftig freundschaftlich verbundene Völker und Staaten zu formen, die Kriege untereinander unmöglich machen.

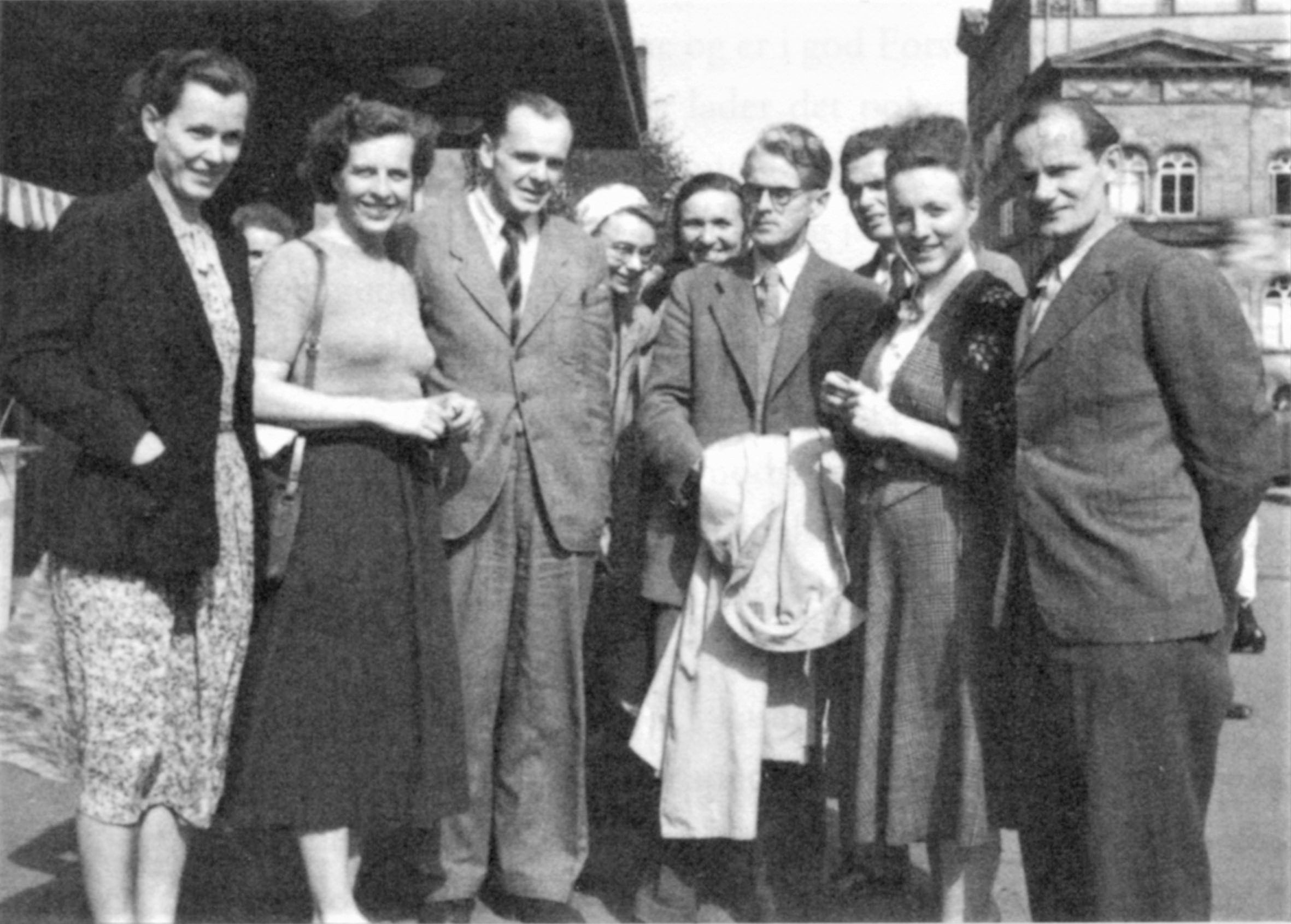
Karl Nielsen mit dänisch-deutscher Tagungsgruppe (1958)

Dänischkurse für Erwachsene, Studienreisen, Freizeiten und Jugendaustausch (bereits ab 1953) förderten die Annäherung zwischen Dänen und Deutschen in einer Zeit, in der die Leiden der Dänen durch die deutsche Besatzung im Zweiten Weltkrieg noch lange nicht aufgearbeitet oder gar vergessen waren. Durch all diese Aktivitäten leistete Karl Nielsen einen bedeutenden Beitrag für einen erfolgreichen Wiederaufbau internationaler kultureller Strukturen in Hamburg und einen Beitrag zur kulturellen Versöhnung zwischen der dänischen und der deutschen Jugend.

## Ruhestand
1967 ging Karl Nielsen in den Ruhestand und kehrte nach Dänemark zurück. Er ließ sich in Hornbæk bei Kopenhagen im Haus seiner jüngsten Schwester Dagny im Trouvillevej 1 nieder, bei der auch die Schwester Marie wohnte, sein Bruder Frode kam wenig später hinzu. 1973, als es ihm, wie er sagte, bei seinen Geschwistern „zu gemütlich“ geworden war, heiratete er als vierte Ehefrau Grethe Kargaard Hermansen und zog mit ihr und deren kleinem Sohn nach Aarhus in Jütland um. Dort lebte er bis zu seinem Tod am 8. März 1979. Seine Urne wurde auf dem Vestre Kirkegård (West-Friedhof) in Aarhus beigesetzt.

## Ehen
Karl Nielsen war viermal verheiratet:
- Cathrine Hansen (Ehefrau 1921–1930), mit der er auch in den USA lebte, aus der Ehe stammen die drei Kinder Helge, Jørn und Linda. Helge verstarb früh.
- Marie Markussen (Ehefrau 1933–1955), aus dieser Ehe stammen der Sohn Finn, die Tochter Aase († 1948) und die Tochter Anne Grete.
- Phyllis Salbach (Ehefrau 1957–1967), Witwe von Steuerberater Heinrich Carstens, dem ersten Schatzmeister des Jugend-Europahauses e.V.
- Grethe Kargaard Hermansen (Ehefrau 1973–1979).

## Veröffentlichungen
Sachbücher
- Kirkeliv eller Menighedsliv (Kirchenleben oder Gemeindeleben), 1925, eine Publikation über die Rolle von Gemeinde und Glauben in den volkskirchlichen Strukturen, die, auch in den dänischen Gemeinden in den USA, großes Aufsehen erregt hat.
- Anno 1931 – Virkelighed (Anno 1931 – Wirklichkeit), eine gesellschafts- und kirchenkritische Veröffentlichung über das Leben in Dänemark.
- Dansk at være (Dänisch sein), Det Schønbergske Forlag, Kopenhagen 1940, 7 Chroniken über Menschen in Dänemark zur Zeit der deutschen Okkupation.
- Tragedie og Tro (Tragödie und Glauben), Det Schønbergske Forlag, Kopenhagen 1940.

Schauspiele
- Kentaur – Skuespil i fire Akter (Zentaur – Schauspiel in vier Akten), 1936 (Vorstellung am Königlichen Theater in Kopenhagen; nach nur einer Aufführung abgesetzt).
- Kristian den Anden – Skuespil i 5 Akter (Christian der Zweite – Schauspiel in 5 Akten), 1942 (8 Aufführungen am Königlichen Theater).
- Caesar og Jesus (Cäsar und Jesus), 1945 (keine Aufführung bekannt).
- Libretto zu Rejsekammeraten (Der Reisekamerad), 9 Bilder, nach dem gleichnamigen Märchen von Hans Christian Andersen, Uraufführung am 5. Januar 1946 in Kopenhagen, danach noch 11 Aufführungen.

Roman
- Og Floderne kom (Und die Fluten kamen), Aschehoug Dansk Forlag, Kopenhagen 1948, ein Roman über das Denunzianten-Problem in der Zeit der Besetzung Dänemarks durch die deutsche Wehrmacht.